# Tales from the Hood (colonna sonora)
Tales from the Hood è l'album contenente la colonna sonora dell'omonimo film pubblicato nel 1995. L'album, prodotto dalla MCA Records, entra nella top 20 della Billboard 200 e arriva al primo posto nella classifica dei prodotti hip hop, venendo certificato disco d'oro dalla RIAA.
| Recensione | Giudizio |
| ---------- | -------- |
| AllMusic   | [ 1 ]    |

## Tracce
1. Let Me at Them (Wu-Tang Clan) – 3:39
2. Face Mob (Facemob featuring Scarface) – 3:56
3. Tales from the Hood (Domino featuring Chill) – 4:17
4. Born II Die (Spice 1) – 4:35
5. Ol' Dirty's Back (Ol' Dirty Bastard) – 4:10
6. I'm Talkin' to Myself (NME & Grench the Mean 1) – 5:13
7. The Hood Got Me Feelin' the Pain (Havoc & Prodeje featuring Dawn Green) – 4:19
8. One Less Nigga (MC Eiht) – 4:26
9. From the Dark Side (Gravediggaz) – 3:47
10. Death Represents My Hood (Bokie Loc) – 4:24
11. Hot Ones Echo Thru the Ghetto (The Click featuring Levitti) – 4:35
12. The Grave (N.G.N. featuring Killa) – 5:37

## Classifiche

### Classifiche settimanali
| Classifica (1995)         | Posizione raggiunta |
| ------------------------- | ------------------- |
| Stati Uniti               | 16                  |
| US Top R&B/Hip-Hop Albums | 1                   |

### Classifiche di fine anno
| Classifica (1995)         | Posizione raggiunta |
| ------------------------- | ------------------- |
| US Top R&B/Hip-Hop Albums | 56                  |